# Gunter Haug

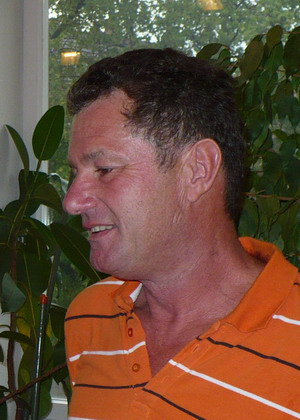
Gunter Haug, 2009

Gunter Haug (* 5. August 1955 in Bad Cannstatt) ist ein deutscher Schriftsteller und Verleger.

## Leben
Gunter Haug begann seine Berufslaufbahn als Journalist als Mitarbeiter des Alb-Boten in Münsingen, ab 1971 schrieb er unter anderem auch für die Südwest Presse und die Stuttgarter Zeitung. Nach seinem Zivildienst studierte er Neuere Geschichte, empirische Kulturwissenschaft und Geschichtliche Landeskunde in Tübingen und war ab 1976 als freier Mitarbeiter beim Südwestfunk, ab 1977 auch für weitere ARD-Anstalten tätig. Nach seiner Magister-Prüfung (1980) arbeitete er zunächst als Redakteur im Landesstudio Tübingen des SWF und in den folgenden Jahren in verschiedenen Positionen bei Hörfunk und Fernsehen des SWF (später SWR). Im Jahr 1991 wurde er Fernsehnachrichtenchef von SDR und SWF. 1993 übernahm er den Posten des Abteilungsleiters Fernseh-Unterhaltung beim SWF in Baden-Baden und wurde 1994 schließlich Abteilungsleiter im Fernseh-Landesprogramm des SWF/SDR, zuständig für Sondersendungen.
Bekannt geworden ist er seit seinem Ausscheiden aus dem SWR im In- und Ausland durch seinen Bestseller Niemands Tochter sowie durch mehrere hundert Lesungen aus seinen Büchern – zumeist biographischen Tatsachenromanen, die eine breite Leserschaft gefunden haben.
Er wohnt in Schwaigern bei Heilbronn und in Rothenburg ob der Tauber. Außerdem hat er zahlreiche Bücher zur süddeutschen Landeskunde und (bis vor einigen Jahren) Kriminalromane veröffentlicht.
Haug ist aufgrund seines Engagements bei einem Projekt der Welthungerhilfe Ehrenbürger der Gemeinde Santo Domingo (Philippinen) und erhielt 1996 den Deutschen Preis für Denkmalschutz.
Seit November 2013 ist er 1. Vorsitzender von „Artikel 5 e. V. – Verein für Informations- und Meinungsfreiheit“, Stuttgart.
Für sein Werk Die Rose ohne Dorn – Irene von Byzanz, die Königin des Hohenstaufen und zahlreiche Vorträge über die „Lady Di des hohen Mittelalters“ wurde ihm im August 2015 vom „Freundeskreis zum Gedenken von Königin Irene Maria von Byzanz e. V.“ auf dem Hohenstaufen die Irenen-Medaille verliehen.
2011 gründete Haug zusammen mit Gerhard Raff den 2017 geschlossenen Landhege-Verlag mit Sitz in Schwaigern. Dieser verlegte knapp dreißig Bücher, die meisten von Haug und Raff selbst geschrieben. Seit 2017 verlegt Haug seine eigenen Bücher in der von ihm gegründeten edition.inspiration in Schwaigern.

## Werk
In seinen Veröffentlichungen beschäftigte sich Gunter Haug zunächst mit heimatgeschichtlichen Themen der Region Schwaben, bis er 1998 mit Tiefenrausch sein Debüt als Krimi-Autor vorlegte. In seinen Romanen, die unter dem Obertitel „Schwabenkrimis“ erschienen, verband Haug Schauplätze aus Süddeutschland zunächst mit Themen aus dem Tauchsport, bevor er den Schwerpunkt auf meist aktuelle Geschehnisse aus Politik und Wirtschaft verlagerte.
Sein Buch Dieses eine Leben, das im September 2006 erschien und sich mit einer wahren Begebenheit (dem Leben und dem gewaltsamen Ende von August Voll, des Großvaters von Haugs Ehefrau) in den Jahren zwischen 1933 und 1945 beschäftigt, machte bundesweit Schlagzeilen, weil darin die realen Namen von Opfern und Tätern in der NS-Zeit genannt werden. Im März 2015 erschien das Buch im Landhege-Verlag als Taschenbuch in nunmehr 4. Auflage (mit neuem Nachwort versehen).
Haugs Bücher Niemands Tochter und Niemands Mutter wurden zu Bestsellern. Niemands Tochter erreichte bislang 32 Ausgaben mit einer halben Million Lesern. Niemands Mutter erschien in insgesamt 20 Auflagen. Mit dem Titel So war die Zeit – Lebensgeschichten aus den Aufbaujahren (aktuell in der 4. Auflage) wurde diese Trilogie im Jahr 2008 abgeschlossen.
Für Die größte Radiogeschichte aller Zeiten erhielt er im Jahr 2008 zusammen mit Radio 8 Ansbach den Hörfunk Medienpreis der Bayerischen Landesmedienzentrale.
In mehreren Tatsachenromanen über das Leben bekannter Industriepioniere hat sich Haug mit der „menschlichen Seite der Wirtschaftsgeschichte“ befasst. Und so sind – im Stil seines Bestsellers Niemands Tochter – weitere Werke publiziert worden: Der 2009 erschienene historische Roman über Robert Bosch – der Mann, der die Welt bewegte liegt inzwischen in der 4. Auflage vor. Im August 2015 folgte Schwäbische Sternstunden – wie wir Weltspitze geworden sind.
Ende August 2014 legte er den Nachfolgetitel des Bestsellers Niemands Tochter vor – er beschreibt das bitterarme Leben einer Dienstmagd im 19. Jahrhundert: Die Töchter des Herrn Wiederkehr – ein Frauenleben im 19. Jahrhundert. Diesem Buch folgte im August 2016 Margrets Schwester – auf der Suche nach einem glücklichen Leben.

## Veröffentlichungen
Kriminalromane
- Tiefenrausch. Gmeiner-Verlag, Meßkirch 1998, ISBN 3-926633-41-7.
- Riffhaie. Gmeiner-Verlag, Meßkirch 1999, ISBN 3-926633-42-5.
- Sturmwarnung. Gmeiner-Verlag, Meßkirch 2000, ISBN 3-926633-43-3. (8. Auflage 2021)
- Todesstoß. Gmeiner-Verlag, Meßkirch 2001, ISBN 3-926633-46-8.
- Höllenfahrt. Gmeiner-Verlag, Meßkirch 2001, ISBN 3-926633-49-2.
- Tauberschwarz. Gmeiner-Verlag, Meßkirch 2002, ISBN 3-926633-53-0.
- Finale. Gmeiner-Verlag, Meßkirch 2002, ISBN 3-926633-55-7.
- Hüttenzauber. Gmeiner-Verlag, Meßkirch 2003, ISBN 3-89977-600-3.
- (als Hrsg.) Spekulatius. Gmeiner-Verlag, Meßkirch 2003, ISBN 3-89977-608-9.
- Gössenjagd. Gmeiner-Verlag, Meßkirch 2004, ISBN 3-89977-611-9.
- Pumpensumpf - Hotte ermittelt wieder. Landhege-Verlag, Schwaigern 2011, ISBN 978-3943066-01-2

Sonstige Bücher
- Droben stehet die Kapelle… Ausflüge in die Geschichte Schwabens. Theiss-Verlag, Stuttgart 1988.  ISBN 3-8062-0591-4
- Du edle Perl’. Ausflüge in die Geschichte Badens. Theiss-Verlag, Stuttgart 1998. ISBN 978-3-8062-0517-6
- Landesgeschichten. Silberburg-Verlag, Stuttgart, 1990.  ISBN 978-3-925344-69-5
- (als Hrsg.) Landesschau-Ferientipps. Silberburg Verlag, Stuttgart 1991.
- Spuk – Gespenstergeschichten  aus BaWü. Silberburg Verlag, Stuttgart 1993. ISBN 978-3-87407-166-6
- Baden-Württemberg. (Bildband) Stürtz-Verlag, Würzburg 1995. ISBN 3-8003-0667-0
- Von Rittern, Bauern und Gespenstern - Die Chronik der Grafen von Zimmern. Gmeiner Verlag, Meßkirch 1996. ISBN 978-3-926633-34-7
- Die Herren von Gundelfingen. Baader-Verlag Münsingen 1996
- Die Welt ist die Welt – Neue Geschichten aus der Chronik der Grafen von Zimmern. Gmeiner Verlag, Meßkirch 1997
- Im Tal der Burgen – das Große Lautertal auf der Schwäbischen Alb. (Bildband) DRW – Verlag, Leinfelden – Echterdingen 2000
- Burg Wildenstein – über dem Tal der jungen Donau. (Bildband) DRW Verlag 2001
- Niemands Tochter. Hoffmann und Campe, 2002. ISBN 3-455-09359-0
- Der erste Kreuzritter – Das abenteuerliche Leben des Swigger von Gundelfingen. 2005, ISBN 3-87181-013-4
- In stürmischen Zeiten – Die Jugendjahre König Wilhelms I. von Württemberg. 2003. ISBN 3-87181-530-6
- Rebell in Herrgotts Namen – Der kurze Sommer des Pfeiferhans von Niklashausen. 2004, ISBN 3-87181-529-2. Neuauflage: Der Rebell vom Taubertal - der kurze Sommer des Pfeiferhans von Niklashausen. edition.inspiration, Schwaigern 2019, ISBN 978-3947224241
- Die Rose ohne Dorn. Historischer Roman, DRW Verlag, 2004
- Niemands Mutter. Tatsachenroman, 2005, ISBN 3-935474-02-4
- Die Schicksalsfürstin: Amalie Zephyrine, die Retterin von Hohenzollern. 2005, ISBN 3-87181-025-8
- Die letzte Keltenfürstin. Historischer Roman, DRW Verlag 2006. ISBN 978-3-87181-037-4
- Dieses eine Leben. Zeitgeschichtlicher Tatsachenroman, rotabene-Verlag, Rothenburg ob der Tauber 2006, ISBN 978-3-927374-48-5
- Die Rose von Franken – ein Frauenschicksal in den Wirren des Dreißigjährigen Krieges. 2007, ISBN 978-3-927374-53-9
- So war die Zeit – Lebensgeschichten aus den Aufbaujahren, rotabene Verlag Rothenburg ob der Tauber Oktober 2008, ISBN 978-3-927374-70-6
- Robert Bosch – der Mann, der die Welt bewegte. Historischer Roman, Masken-Verlag Stuttgart, September 2009, ISBN 978-3-939500-17-9
- Gottlieb Daimler – der Traum vom Fahren. Historischer Roman, Masken-Verlag Stuttgart, August 2010, ISBN 978-3-939500-27-8
- So war die Zeit. Lebensgeschichten aus den Aufbaujahren.  Weltbild Januar 2011
- Das Fräulein Mercedes – ein Mädchen erobert die Autowelt Masken-Verlag Stuttgart, Januar 2011
- So war die Zeit. Bastei-Lübbe März 2011
- Mit Kanonen auf Spatzen – der 30. September 2010 im Stuttgarter Schlossgarten von Loeper Literaturverlag Karlsruhe, Februar 2011
- Die Rose ohne Dorn: Irene von Byzanz, die Königin des Hohenstaufen. Landhege-Verlag, Schwaigern 2011, ISBN 978-3943066-00-5
- Niemands Tochter – auf den Spuren eines vergessenen Lebens. 30. Auflage in neuer Aufmachung. Landhege-Verlag, Schwaigern 2012, ISBN 978-3943066-07-4
- Ferdinand Porsche – ein Mythos wird geboren – Historischer Roman. Landhege-Verlag, Schwaigern 2012, ISBN 978-3943066-04-3
- Ferdinand Graf Zeppelin. Historischer Roman. 1. Auflage. Landhege-Verlag, Schwaigern 2013, ISBN 978-3-943066-06-7.
- Bernstein – Vom Anfang der Zeit. Fotobildband von Otto Potsch, Texte von Karin und Gunter Haug, Landhege-Verlag, Schwaigern 2013, ISBN 978-3-943066-30-2
- Die Töchter des Herrn Wiederkehr – ein Frauenleben im 19. Jahrhundert. Landhege-Verlag, Schwaigern 2014, ISBN 978-3-943066-24-1
- Schwäbische Sternstunden – wie wir Weltspitze geworden sind. Landhege-Verlag, Schwaigern 2015, ISBN 978-3-943066-37-1
- Margrets Schwester - auf der Suche nach einem glücklichen Leben. Landhege-Verlag, Schwaigern 2016, ISBN 978-3943066-40-1
- Ohne Worte - wie ich den Froschkönig besiegte. Mein turbulentes Leben zwischen Wicklesgreuth und Schwäbisch Sibirien. edition.inspiration, Schwaigern 2017, ISBN 978-3-9818688-2-1
- Knorr - die Päcklessuppendynastie. Geschichte einer Familie. edition.inspiration, Schwaigern 2018, ISBN 978-3947224227
- A Gsälzbrot ond an Moscht. Geschichten vom Rostbratenäquator. edition.inspiration, Schwaigern 2019, ISBN 978-3947224258
- Vorsetz - Hohenloher Gschichtlich und Erlebnisse. edition.inspiration, Schwaigern 2019

Theaterstücke
- 2000 Lemberger trocken, eine Auftragsproduktion für das Theaterschiff Heilbronn
- 2008 Die Spur des Schattenmanns, zum 600. Todesjahr Heinrich Topplers, des legendären Rothenburger Bürgermeisters

## Ehrungen
- Irenen-Medaille des Freundeskreis zum Gedenken von Königin Irene Maria von Byzanz e. V. in Göppingen (2015)[4]